# كويكب نوع-S

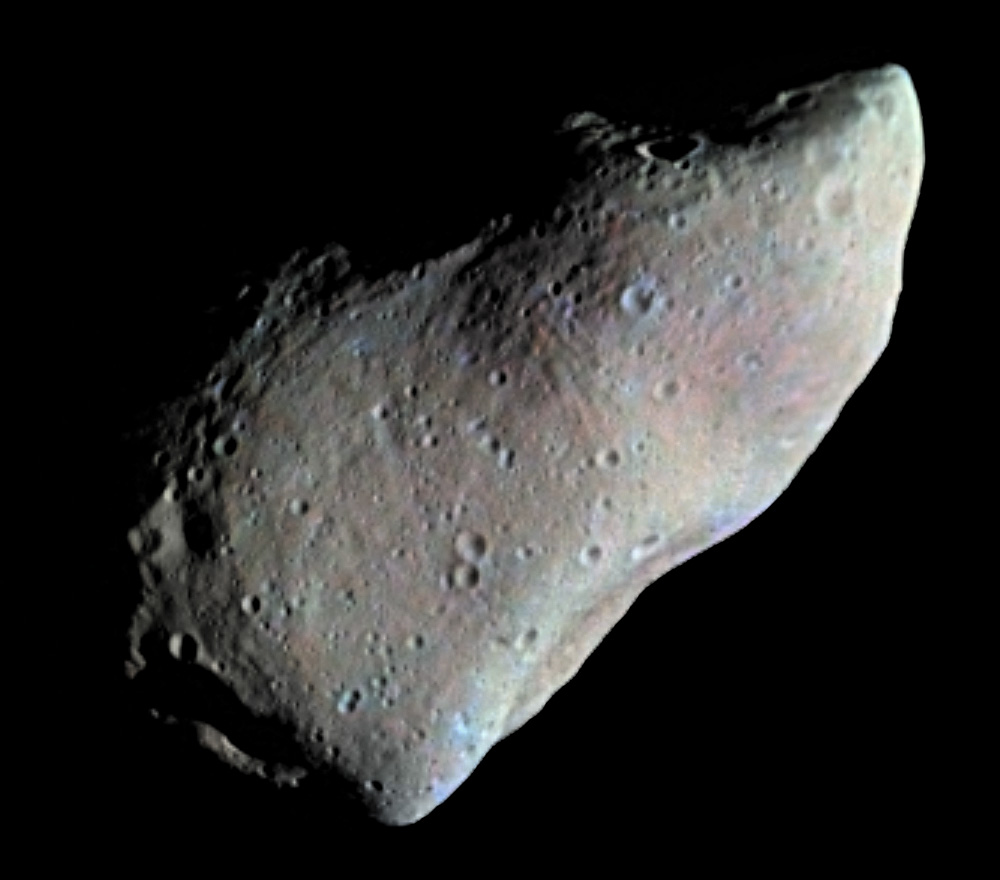
كويكب نوع-S ذو تركيبة صخرية

كويكب من النوع أس أو (S-type) هي كويكبات ذات تركيبة صخرية، يبلغ حجم توافرها 17% من مجموع الكويكبات، مما يجعلها ثاني أكثر الأنواع توافراً بعد النوع سي.

## الهيئة
النوع أس ذو بياض متوسط (يبلغ 0.10 حتى 0.22) , يتركب بشكل أساس من الحديد و سيليكات الماغنيسيوم , يغلب تواجدها في الجزء الداخلي من حزام الكويكبات عند 2.2 وحدة فلكية , وشائعة في الحزام المركزي لحزام الكويكبات عند ثلاث وحدات فلكية ومن ثم تصبح نادرة فيما يلي ذلك، أكبر الأمثلة لهذا النوع هو الكويكب ينوميا 15 (بعرض يبلغ حوالي 330 كم عند أقصى نقطتين) , يتلوه بالحجم الكويكبات التالية تباعاً : جونو 3 , أمفترت 29 , هيرقولينا 532 , أيرس 7 , هذه الكويكبات الكبيرة يمكن مشاهدتها عبر نواظير تبلغ 10x50 في أغلب الأحيان، أكثرها لمعاناً هو أيرس 7 , حيث أنه وبشكل عرضي قد يصبح ألمع من +7,0 وبالتالي يبدو أكثر لمعاناً من أي كويكب آخر باستثناء الانعكاسات غير المعتادة للكويكب فيستا 4.
لطيفها انحدار ميلاني متوسط في طول الموجة الأقصر من 0.7 مايكروميتر , ولها خاصية امتصاص ضعيفة عند 1 أو 2 مايكروميتر، عند الرصد عبر طول الموجة 1 مايكروميتر يظهر وجود سيليكات (صخور معدنية) , في بعض الأحيان تكون هناك خاصية امتصاص واسعة لكن ضحلة قرب الطول 0.63.
تركيبة هذا النوع قريبة إلى مجموعة متنوعة من النيازك الصخرية التي تتشارك هيئة طيفية متقاربة .

## مجموعة الكويكبات أس

### تصنيف سماس
في تصنيف سماس مجموعة كبيرة من الكويكبات المكونة بشكل عام من الصخور قد تم تجميعها معاً لتشكل المجموعة أس وهي تحتوي على:
- النوع آي
- النوع كاي
- النوع أل
- النوع كيو
- النوع آر
- نوع أس يعتبر معيارياً لهذه المجموعة حيث أنه يمثل الخصائص المشتركة في الكواكب المشمولة بها.
- أس آر، أس كاي، أس كيو، أس آر، وهي تحتوي أجراماً متحولة من النوع المعياري أس ويتضح هذا من تسميتها.

### تصنيف ثولين
في تصنيف ثولين النوع أس مرجع لمجموعة واسعة من الكويكبات حيث أنه يشمل جميع كويكبات المجموعة أس في تصنيف سماس ما عدا النوع آي و كيو و آر ذلك أن لها خاصية امتصاص قوية توحي بوجود صخور عند 1 مايكروميتر.